# Dornier Do K
Il Dornier Do K fu un aereo da trasporto passeggeri monomotore monoplano ad ala alta, sviluppato dalla divisione aeronautica dell'azienda tedesca Dornier-Metallbauten GmbH nei primi anni venti.
Il modello, pur se identificato dalla stessa sigla, venne realizzato in tre prototipi diversi tra loro nella motorizzazione e nella cellula, passando da una soluzione monomotore del Do K1, con propulsore posizionato sul naso, a quella quadrimotore del Do K2, con due coppie di motori in configurazione traente-spingente collocati in due gondole subalari, a quella del Do K3, con soluzione propulsiva simile ma nuova fusoliera e nuova ala.
Benché l'ultima configurazione generale si fosse rivelata la più promettente, il modello non si concretizzò nella produzione in serie.